# Ornements (Rome antique)

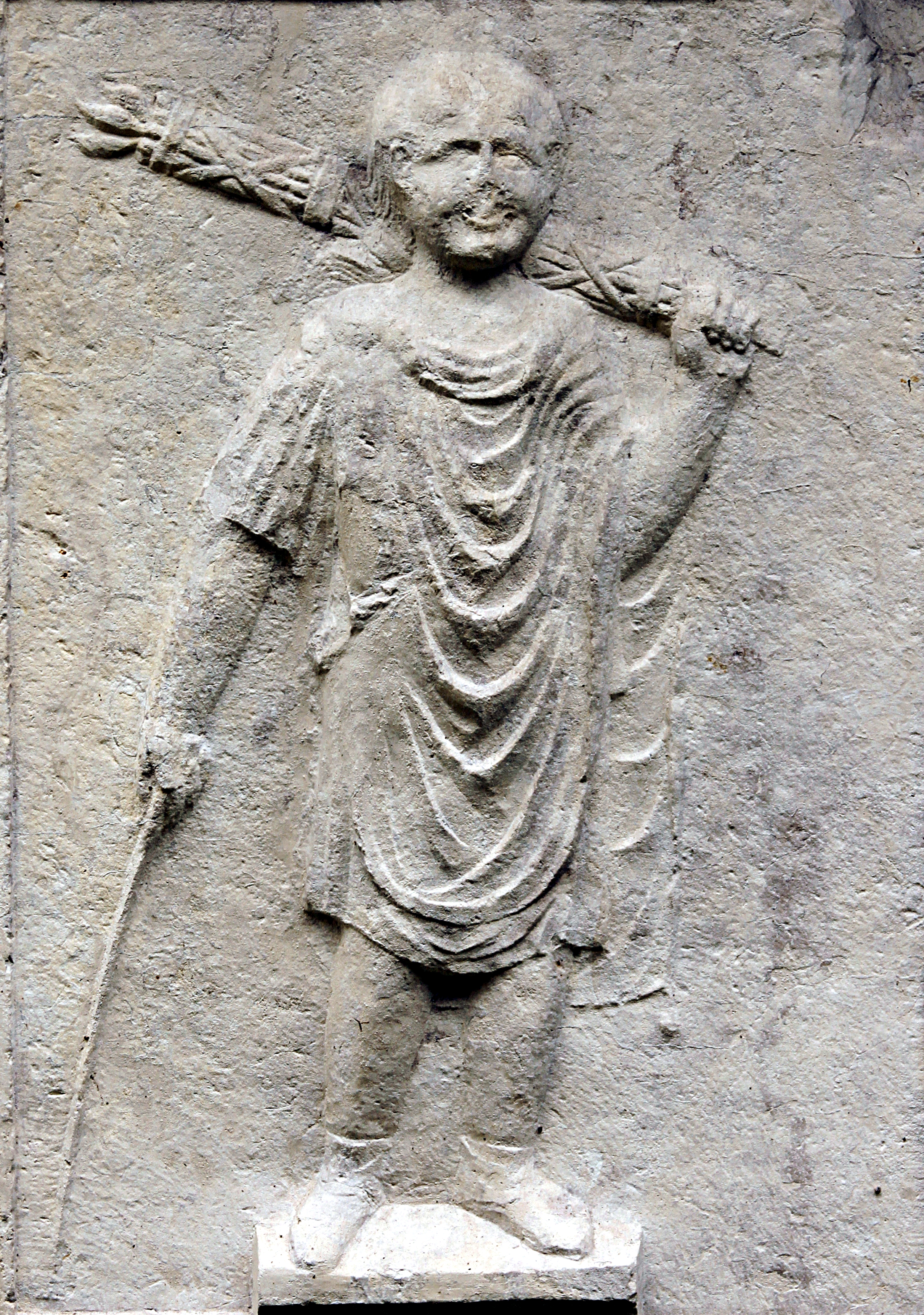
Les faisceaux portés par les licteurs faisaient partie des ornements consulaires.

Dans la Rome antique, les ornements (en latin : ornamenta) sont les insignes extérieurs d'une magistrature, d'une dignité ou d'une fonction donnés comme récompense honorifique. Ces honneurs sont toujours accordés par le Sénat : ils sont attribués à vie et ne doivent pas être confondus avec l'exercice effectif de la magistrature.

## Origine des ornements
Les ornements sont les attributs distinctifs qui permettent de reconnaître un magistrat en fonction. Manifestation de son imperium, ils sont un héritage des attributs royaux de la période monarchique et d'origine étrusque.
On distingue, selon les trois classes hiérarchiques du Sénat :
- les ornements consulaires (ornamenta consularia), emblématiques du consul
- les ornements prétoriens (ornamenta praetoria), emblématiques du préteur
- les ornements questoriens (ornamenta quaestoria), emblématiques du questeur.

La pratique de la concession des ornements sans que le titulaire exerce la magistrature correspondante existait sous la République, mais était d'usage restreint. Sous l’Empire, la concession des droits attachés à une magistrature déterminée à des personnes qui n’ont pas revêtu cette magistrature s’est développée.
Les ornements donnent le droit de prendre place parmi les sénateurs dans les solennités publiques, de participer aux banquets des sénateurs, de paraître en tout lieu dans le costume sénatorial (tunique laticlave) et en toge prétexte lors des cérémonies. Ne comptant pas comme une magistrature, ils n'influent ni sur le cursus honorum, ni sur le droit de siéger au Sénat. 
La concession des ornements peut aussi s'accompagner de la concession des droits politiques qui résultent de la magistrature (siéger au Sénat, voter,...) : on parle alors d’adlectio.

## Ornements consulaires
Sous la République, les ornements consulaires sont les suivants :
- les faisceaux portés par douze licteurs, qui précédent le consul en fonction[3],
- la chaise curule où s'assoit le consul chaque fois qu'il siège en public[3],
- Le costume, avec une toge spéciale : dans les circonstances exceptionnelles, le consul portait une toge pourpre, et pour l'ordinaire, il revêtait la toge prétexte, blanche et bordée de pourpre, et des bottines rouges montant à mi-jambe (calcei patricii)[3].

Les ornements consulaires sont parfois décernés sous la République à des rois amis que le Sénat veut honorer. Ces attributs prestigieux s’accordent au début de l’Empire à des chevaliers occupant des postes particulièrement importants, comme la préfecture du prétoire, sous Claude à des procurateurs de provinces, voire sous Néron en reconnaissance de mérites littéraires. Après les Julio-Claudiens, accorder les ornements consulaires sans donner le consulat devient une pratique courante.
Dans l'Antiquité tardive, les ornements consulaires sont parfois accordés à des chefs barbares au service de l'Empire. L'empereur d'Orient Anastase Ier en fait un acte diplomatique lorsqu'il envoie à Clovis les « tablettes consulaires », ce que l'on interprète comme les ornements consulaires, après sa victoire sur les Wisigoths,.

## Ornements triomphaux
La cérémonie du triomphe et les ornements triomphaux sont eux aussi d'origine étrusque. Le triomphateur portait selon Tite-Live, le costume de Jupiter Optimus Maximus, le Jupiter Capitolin, à savoir la toge pourpre brodée d'or, le sceptre surmonté d'un aigle et la couronne dorée.
La concession des ornements triomphaux (ornementa triumphalia) donne le droit de porter, sans avoir triomphé, les insignes qui restaient à vie au triomphateur. Cette pratique commence avec l'Empire, quand le triomphe réel devient réservé à l’empereur et aux membres de sa famille.